# Mill Creek (Washington)
Mill Creek és una població dels Estats Units a l'estat de Washington. Segons el cens del 2020 tenia 20.928 habitants.

## Demografia
Segons el cens del 2000, Mill Creek tenia 11.525 habitants, 4.631 habitatges, i 3.250 famílies. La densitat de població era de 1.246,5 habitants per km².
Dels 4.631 habitatges en un 32,8% hi vivien nens de menys de 18 anys, en un 61,8% hi vivien parelles casades, en un 5,9% dones solteres, i en un 29,8% no eren unitats familiars. En el 24% dels habitatges hi vivien persones soles el 8,2% de les quals corresponia a persones de 65 anys o més que vivien soles. El nombre mitjà de persones vivint en cada habitatge era de 2,48 i el nombre mitjà de persones que vivien en cada família era de 2,98.
Per edats la població es repartia de la següent manera: un 24,3% tenia menys de 18 anys, un 8,1% entre 18 i 24, un 28,7% entre 25 i 44, un 27,1% de 45 a 60 i un 11,7% 65 anys o més.
L'edat mediana era de 39 anys. Per cada 100 dones de 18 o més anys hi havia 91,6 homes.
La renda mediana per habitatge era de 69.702 $ i la renda mediana per família de 87.263 $. Els homes tenien una renda mediana de 59.070 $ mentre que les dones 39.138 $. La renda per capita de la població era de 36.234 $. Aproximadament el 3% de les famílies i el 3,5% de la població estaven per davall del llindar de pobresa.

## Poblacions més properes
El següent diagrama mostra les poblacions més properes.